# Nordica (skidutrustning)
Nordica är en italiensk tillverkare av alpin skidutrustning, bland annat skidor och pjäxor. Företaget grundades 1939 av bröderna Adriano och Oddone Vaccari, köpte 1991 upp 50 procent av företaget Rollerblade, och ingår sedan 2003 i samma koncern som Tecnica.
Företaget ligger i Treviso, Italien.
Sortimentet av produkter inkluderar skidor, pjäxor, skidstavar och tillbehör som sportkläder, handskar och väskor.

## Historia
Företaget grundades 1939 av bröderna Adriano och Oddone Vaccari.
Nordica första dotterbolag var i USA. Det var resultatet av ett avtal mellan Nordica och Rossignol. Andra dotterbolag öppnades i Österrike, Japan, Schweiz, Frankrike och Tyskland. Benetton köpte Nordica 1989 för 120 miljoner US-dollar.
Tecnica Group köpte 2003 Nordica.